# Griseliniaceae
Griseliniaceae is een botanische naam, voor een familie van tweezaadlobbige planten. Een familie onder deze naam wordt vrij zelden erkend door systemen van plantentaxonomie, maar wel door het APG-systeem (1998) en het APG II-systeem (2003).
Het gaat om een heel kleine familie van een half dozijn soorten in één genus, Griselinia, voorkomend op het zuidelijk halfrond. Voorheen werd dit wel ingedeeld in de kornoeljefamilie (Cornaceae).